# Byggnadskollapsen i Savar

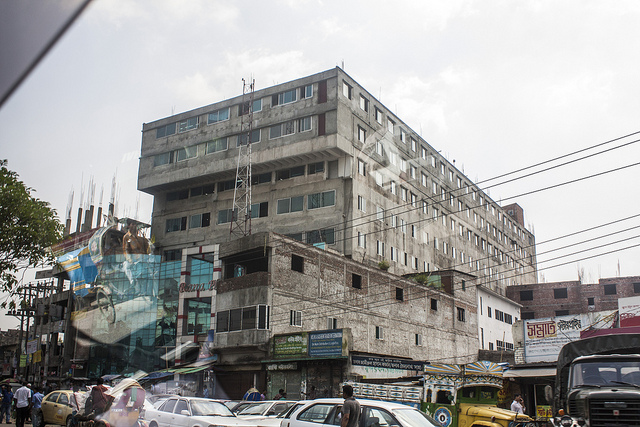
Rana Plaza före kollapsen.

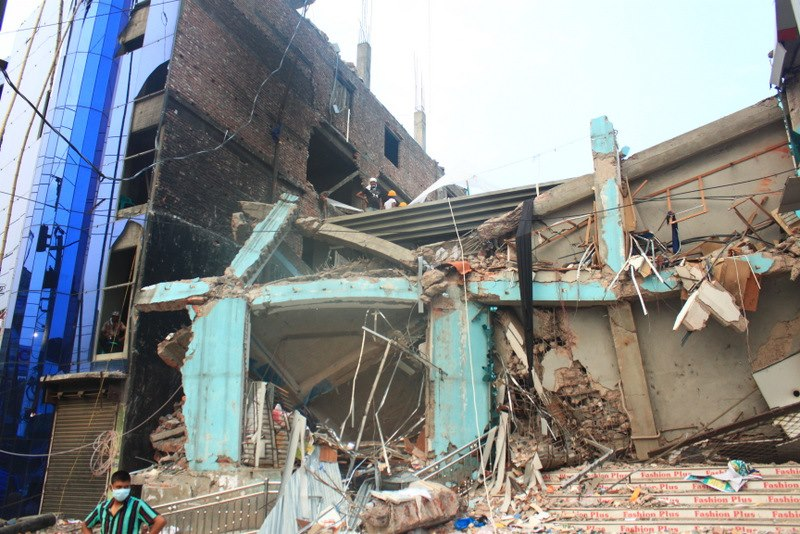
Rana Plaza efter kollapsen.

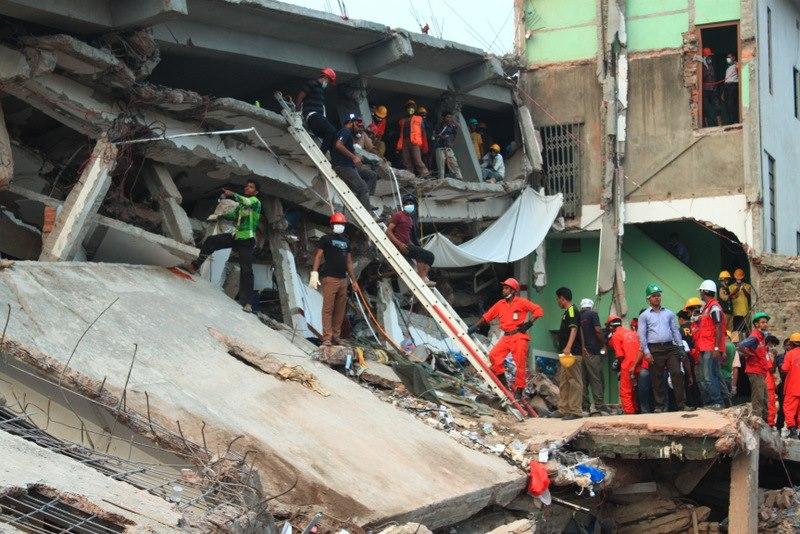
Bild från räddningsarbetet.

Byggnadskollapsen i Savar inträffade 24 april 2013 när en åtta våningar hög kontors- och fabriksbyggnad på Rana Plaza i Savar i Dhaka, Bangladesh kollapsade. 1 129 personer dog och cirka 2 500 personer skadades.

## Kollapsen
Tidigt på morgonen den 24 april 2013 blev det strömavbrott i byggnaden och dieselgeneratorer på översta våningen startades. Byggnaden kollapsade ungefär klockan 08:57 och lämnade bara bottenvåningen intakt.
Presidenten för Bangladesh Garment Manufacturers and Exporters Association bekräftade att 3 122 arbetare befann sig i byggnaden vid tiden för kollapsen. En lokal invånare beskrev scenen som om "en jordbävning hade inträffat".
FN:s samordningsgrupp för räddningsinsatser, känd som International Search and Rescue Advisory Group, eller INSARAG erbjöd hjälp men Bangladeshs regering avvisade detta erbjudande.
Regeringen gjorde ett uttalande som antydde att områdets lokala räddningstjänst var väl utrustade. Innan FN erbjöd hjälp till Bangladesh, höll FN samråd för att bedöma landets förmåga att genomföra en effektiv räddningsoperation och de kom fram till att de saknade den förmågan. 
En stor del av räddningsinsatsen bestod av bristfälligt utrustade frivilliga, av vilka många inte hade några skyddskläder och bar sandaler. Några begravda arbetare drack sin urin för att överleva de höga temperaturerna och väntade på att bli räddade. Inte bara anklagades den bangladeshiska regeringen för att gynna nationell stolthet över de levande begravda, utan många släktingar till de som var instängda i rasmassorna kritiserade regeringen för att ha försökt avsluta räddningsuppdraget i förtid.
På en klädtillverkares webbplats stod det att mer än hälften av offren var kvinnor, tillsammans med ett antal av deras barn som befann sig i barnkammare i byggnaden. Bangladeshs inrikesminister Muhiuddin Khan Alamgir bekräftade att brandkår, polis och militär personal hjälpte till med räddningsinsatsen. En nationell sorgedag hölls den 25 april.
Den 8 maj sa arméns talesman Mir Rabbi att arméns försök att återfinna fler kroppar från spillrorna skulle fortsätta i minst en vecka till. Den 10 maj, 17 dagar efter kollapsen, hittades en kvinna vid namn Reshma och räddades levande och nästan oskadd under spillrorna.

## Bakgrund
Rana Plaza byggdes 2006 av Sohel Rana, en lokalpolitiker. Byggnaden inhyste ett antal separata klädfabriker som sysselsatte omkring 5 000 personer, flera butiker och en bank. Fabrikerna tillverkade kläder för märken som Benetton, Prada, Gucci, Versace, Walmart och många fler.
Chefen för Bangladesh Fire Service & Civil Defence, Ali Ahmed Khan, sa att de fyra övre våningarna hade byggts utan tillstånd. Rana Plazas arkitekt, Massood Reza, sa att byggnaden var planerad för butiker och kontor – men inte fabriker. Andra arkitekter betonade riskerna med att placera fabriker i en byggnad som endast är avsedd för butiker och kontor, och noterade att strukturen potentiellt inte var tillräckligt stark för att bära vikten och vibrationerna från tunga maskiner. Den 23 april 2013 (en dag före kollapsen) spelade en TV-kanal in filmer som visade sprickor i Rana Plaza-byggnaden.
Omedelbart därefter evakuerades byggnaden, och butikerna och banken på de nedre våningarna stängdes. Senare på dagen sa Sohel Rana till media att byggnaden var säker och att arbetare borde återvända i morgon. Chefer på Ether Tex hotade att hålla inne en månadslön från arbetare som vägrade att komma till jobbet.

## Reaktioner
Reaktionerna på Rana Plaza kollapsen blev mycket starka, både nationellt och internationellt. Krav ställdes på att de stora modeföretagen måste göra mer för att säkerställa deras arbetares arbetsvillkor vad gäller säkerhet och löner. År 2023 tio år efterkollapsen har mycket förbättrats för Bangladeshs textilarbetare, men mycket återstår. 
Den 14 juni 2016 åtalades Sohel Rana och 17 andra för att ha brutit mot byggregler vid byggandet av Rana Plaza. Den 29 augusti 2017 dömdes fabriksägaren Sohel Rana till tre års fängelse, övriga är 2023 ännu ej dömda.